# Фронштейн, Рихард Михайлович
Ри́хард Миха́йлович Фронштейн (род. 8 (20) февраля 1882 года, Москва, Российская империя — 14 апреля 1949 года, Москва, СССР) — советский уролог, академик АМН СССР (1946).

## Биография
Родился 8 февраля 1882 года.
В 1907 году — окончил медицинский факультет МГУ и до конца жизни (с небольшим перерывом) работал там же (в 1930 году факультет выделен в 1-й Московский медицинский институт).
В 1916 году — защитил докторскую диссертацию, тема: «Вакцинотерапия и вакцинодиагностика гонорейных заболеваний».
С 1922 года — профессор кафедры урологии Высшей медицинской школы (позднее медицинский факультет 2-го МГУ, 2-й ММИ).
С 1923 года — заведующий кафедрой урологии медицинского факультета 1-го МГУ (с 1930 года — 1-й ММИ), и 1921 одновременно заведующий отделением мужской гонореи и заведующий кафедрой гонореи в Государственном венерологическом институте (сейчас — Центральный научно-исследовательский кожно-венерологический институт).
Умер 14 апреля 1949 года, похоронен на Новодевичьем кладбище.

### Память
Его именем названа клиника урологии Первого МГМУ имени И. М. Сеченова.

## Научная деятельность
Разработал показания к лечению почечно-каменной болезни, внес много ценного в диагностику туберкулеза мочевой системы, в вопросы ранней диагностики опухолей почек и другие.
Разработал показания к оперативному лечению гипертрофии предстательной железы, предложил оригинальную операцию тунелизации уретры при огнестрельных ранениях мочеполовых органов.
Разработал асептический метод и всю систему лечения гонореи.
Автор свыше 140 научных работ, в том числе руководства по оперативной урологии (совместно с С. П. Федоровым), и совместно с ним же являлся основателем журнала «Урология» (в 1922 году) и в течение 19 лет был его ответственным редактором.
В 1947 году под его редакцией была опубликована монография «Военная травма мочеполовых органов и её лечение».
Редактор редакционного отдела «Хирургия» 1-го издания БМЭ.
В 1929 году был одним из организаторов Всесоюзного научного общества урологов, являлся бессменным председателем Московского и Всесоюзного научных обществ урологов.
Был почетным членом Московского, Ленинградского, Итальянского, Венгерского и Берлинского обществ урологов.

### Сочинения
- Вакцинотерапия и вакцинодиагностика гонорейных заболеваний, диссертация, М., 1916;
- Конспект лекций по гонорее и расстройству половых функций у мужчин, М., 1922;
- Гонорея и расстройства половых функций у мужчин, М., 1926;
- Методика исследования и общая диагностика заболеваний мочевых путей, Руководство практической хирургии, под редак С. С. Гирго-лава и др., т. 7, с. 3, М.— Л., 1931;
- Злокачественные опухоли, под ред. H. Н. Петрова, т. 2, М.— Л., 1934 (авт. ряда гл.);
- Оперативная урология, М.— Л., 1934 (авт. ряда гл. и ред. совм. с Федоровым С. П.);
- Учение о гонорее, в книге: Мещерский Г. И. Учебник по кожным и венерическим болезням, с. 371, М.— Л., 1936;
- Урология, 1-е изд., М.— Л., 1938: 3-е изд., М.— Л., 1949;
- Избранные труды, М., 1953.

## Награды
- Орден Трудового Красного Знамени
- Заслуженный деятель науки РСФСР (1936)